# Price’s Post Office

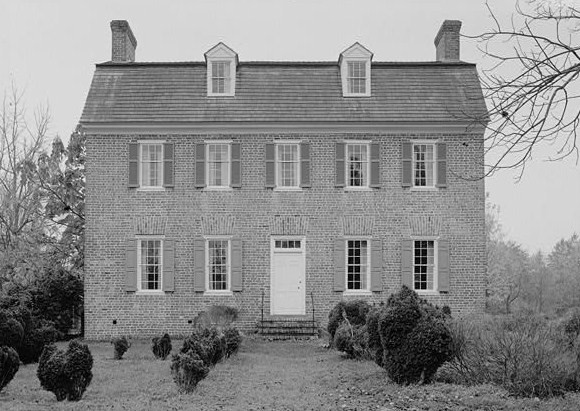
Price House (1986)

Price’s Post Office oder Price House ist ein um 1800 erbautes Haus in Moore im Spartanburg County im US-Bundesstaat South Carolina. Es befindet sich an der Kreuzung von Oak View Farm Road (South Carolina State Highway 42-200), Old Switzer Road (South Carolina State Highway 42-199) und Price House Road (South Carolina State Highway 42-86). Im Geographic Names Information System wird es als Prices Post Office geführt. Es wurde am 28. Oktober 1967 ins National Register of Historic Places eingeführt.

## Geschichte
Thomas Price kam um 1793 in den Spartanburg District. Er wurde zum Landeigentümer und Entrepreneur. Er betrieb den Laden und das Postamt neben seinem Wohnhaus. Das Postamt war von 1811 bis 1820 in Betrieb. Das Haus lag an der Postkutschenlinie Spartanburg nach Cross Anchor. Außerdem bewirtschaftete Price 80 Ar Ackerland und betrieb ein Gasthaus sowie die Postkutschenstation.
Als seine Frau Anne 1821 starb, hinterließ sie ein 42 Seiten umfassenden Inventar. Darunter waren außer den Möbeln 25 Sklaven und landwirtschaftliche Maschinen verzeichnet. Zur Ausstattung des Hauses gehörte ein Himmelbett, eine aufziehbare Uhr, ein Schreibtisch und ein Bücherregal, das Ausgaben von The Spectator, The Tatler und anderen Publikationen enthielt. Zur Ausstattung der Farm gehörten mehrere Mühlsteine, Webstuhl, ein Spinnrad und eine Baumwollpfückmaschine sowie ein Damensattel.
In dem Haus ist heute das Heimatmuseum der Spartanburg County Historical Association untergebracht. Es ist ganzjährig am Sonntagnachmittag zugänglich ist. In den Sommermonaten kann es auch an Samstagen besucht werden.

## Architektur
Das Haus ist ein zweieinhalbstöckiges Backsteingebäude mit einem Gambreldach. Zu jener Zeit waren im Upstate South Carolina solche Dächer ungewöhnlich. Das 45 cm starke Mauerwerk ist im Holländischen Verbund gesetzt, für die Bindersteine wurden dunkler gebrannte Steine verwendet.
Die Wände und Decken der Innenräume sind mit Holz vertäfelt. Im Erdgeschoss befindet sich ein Salon, der wegen seines Kiefernholzes Pine Room genannt wird und ein großer Speiseraum sowohl für die Familie als auch Kutschenreisende. Die beiden Räume sind durch die zentrale Haupthalle getrennt, die sich über beide Stockwerke erstreckt. Das Obergeschoss umfasst zwei größere und ein kleines Schlafzimmer. Im Dachgeschoss sind jeweils ein Schlafraum für männliche und weibliche Reisende untergebracht.
Ein Anbau an der Rückfront entstand um 1820 und diente vermutlich der Unterbringung von Dienstboten. Das Mauerwerk dieses Anbaus ist im Englischen Verbund ausgeführt. Dieser Anbau wurde später zu einer Küche umgestaltet.